# Oberegg (rhode)
Oberegg (toponimo tedesco) è stato un comune svizzero del Canton Appenzello Interno. Già comune autonomo (rhode), nel 1872 è stato accorpato all'altra rhode soppressa di Hirschberg per formare il nuovo distretto di Oberegg.